# Juan Oelckers
Juan Oelckers Schwarzenberg (Puerto Montt, 30 de enero de 1892 - ibídem, 20 de marzo de 1968) fue un comerciante y político conservador chileno.

## Biografía
Fue hijo de Jermán Antonio Oelckers Emhardt y de María Luisa Schwarzenberg Klix. Contrajo matrimonio con Ida Helene Engdahl Wittwer en 1925.
Educado en la Escuela San José de los Padres Jesuitas. Se dedicó al comercio, en la firma "Oelckers y Cía.", luego fue representante del Comité Marítimo de la Asociación de Aseguradores de Chile, en Santiago.
Miembro del Partido Conservador Social Cristiano, el cual lo llevó a ser regidor (1950-1953) y alcalde de Puerto Montt (1953-1956).